# Friedrich Hoffmann
Friedrich Hoffmann (Halle, 1660. február 19. – Halle, 1742. november 12.) német orvos.

## Élete
Orvosi tanulmányait Jenában és Erfurtban végezte. 1680-ban doktori oklevelet nyert. Mindenben telepedett le, ahol praktizált. Két év múlva hosszabb külföldi tanulmányútra ment Hollandiába és Angliába. 1684-ben I. Frigyes király meghívása folytán Halléba ment, ahol mint az orvostan első tanára működött. 1709-1712-ben I. Frigyes udvari orvosa volt, később pedig a súlyosan megbetegedett I. Frigyes Vilmos király mellé hívatták, akinél annak egész felépüléséig maradt. Hoffmann nemcsak kitűnő orvos és tanár hírében állt, hanem számos kutatásával és felfedezésével hathatósan gyarapította az orvostudománynak úgyszólván minden ágát. Főleg a farmakológia terén tett kutatásokat, vizsgálatait főleg az ásványvizek összeállítására, hatására és adagolásaira terjesztette ki. Sok általa ajánlott szert még ma is jónak talál és használ az orvosok legnagyobb része, így főleg a Balsamum vit Hoffmannit, az Elixir visceralét és a Liquor anodynust. A khinakéregnek nagy védője volt és egyáltalában célszerű ételrenddel, nyugalommal és kevés szerrel iparkodott a betegséget legyőzni.
1696-ban a Leopoldina Német Természettudományos Akadémia tagjává választották.

## Főbb művei

Operum omnium physico-medicorum

- Medicina rationalis systematica (Halle 1718-1740, francia ford. Párizs 1739-1743);
- Mecicinc mechanicc idea universalis (uo. 1693-94);
- Fundamenta medicinc ex principiis mechanicis et practicis in usum philiatrorum succincte proposita (uo. 1694);
- Fundamenta physiologic (uo. 1718-1746);
- De recto corticio chinc usu in febribus intermittentibus (uo. 1728);
- De cinnabari aptimoii (Jena 1681);
- Chymia rationalis et experimentalis (halála után megjelent mű, 1784);
- Medicus politicu (Leiden 1738, Halle 1746).